# Rio di Gaggio
Il rio di Gaggio è un piccolo corso d'acqua dell'Appennino imolese, affluente di destra del Santerno.

## Percorso
Il Rio di Gaggio dalle pendici di monte Carnevale (709 m), a circa 600 metri di altitudine, nel comune di Fontanelice. Si dirige dapprima verso nord, dove riceve da destra i suoi principali affluenti, due ruscelli lunghi rispettivamente 2 km (Rio della Caspa) e 5 km (Rio Posseggio) che scendono da monte Battaglia (715 m). Curva poi bruscamente verso ovest, e termina il suo corso, dopo 7 km, nel fiume Santerno; pochi metri più avanti il Santerno riceve, dalla sponda opposta, il rio di Filetto.
Lungo il suo corso si trova la cascata "dei due salti".